# صفر عبدالله
صفر عبدالله (متولد ۱۹۵۵) ادب‌پژوه تاجیک و استاد زبان و ادبیات فارسی دانشگاه ابوریحان آلماتی (پایتخت قزاقستان) است. او عضو پیوستهٔ فرهنگستان زبان و ادب فارسی است.